# Provincia de Farah
Farah (persa: فراه) es una de las treinta y cuatro provincias de Afganistán, ubicada al occidente del país. Tiene una superficie de 48.470 km², que en términos de extensión es similar a la de la República Dominicana. Su población es de 490.277 habitantes (2007). Su capital es Farah. Otras ciudades importantes Anār Darreh y Šīndand. 

## Cultura
La provincia tiene una población amplia y dispersa que limita con la meseta iraní. Presenta varias ruinas de castillos, incluyendo el "Castillo del Infiel", en su zona meridional. Étnicamente, la provincia de Farah tiene una mayoría Pashtun. Aquí se encuentra una zona Tayik alrededor de la ciudad capital. Aquí se encuentra un área en donde predominan los Aimaks. La tumba de Syed Mohammed Jaunpuri (aclamado como Mahdi) está en Farah y es visitado cada año por mucha gente alrededor del mundo, especialmente Pakistán e India.
Su estructura social es patriarcal, donde los líderes tribales, casi siempre hombres, son altamente respetados. El orgullo familiar es fuertemente valorado y los miembros de la familia son fuertes en respeto y garantizan que se mantendrán por todo el tiempo.

## Situación de seguridad
A pesar de tener una población mayoritariamente pashtun, Farah no ha sido objeto de combates desde la invasión norteamericana de Afganistán en el 2001, y es pacífico, relativo en muchas partes del país. De cualquier modo, las montañas del este de Farah son el último bastión ofensivo de los norteamericanos en contra de las fuerzas talibán. En febrero del 2005, los talibanes mataron a un ayudante en el norte de Farah y después un fallido intento de asesinato en contra del gobernador. Debido a su dócil proximidad con las provincias de Hilmand y Urūzgān, Farah ha experimentado problemas con pandillas insurgentes vagando alrededor de la provincia y ocupando partes de la provincia por breves periodos de tiempo. Incidentes de este tipo se han incrementado con los luchadores talibán quienes han presionado con fuerza los ataques ofensivos de la ISAF en el sur.
Las tropas americanas y de la OTAN fueron parte del Equipo de Reconstrucción Provincial con base afuera de la ciudad de Farah. Los soldados americanos estuvieron en la base, hasta octubre del 2006 cuando se inició la ISAF Toma 4, la única en el país y que está bajo autoridad de la ISAF.
Los caminos de la provincia de Farah han mejorado masivamente desde mayo del 2005 y ha sido bien mejorada hasta abril del 2006. El sistema educacional ha mejorado grandiosamente y un gran número de armas ilegales han sido colectadas y destruidas en la provincia como testimonio del Equipo de Reconstrucción Provincial.

## Distritos

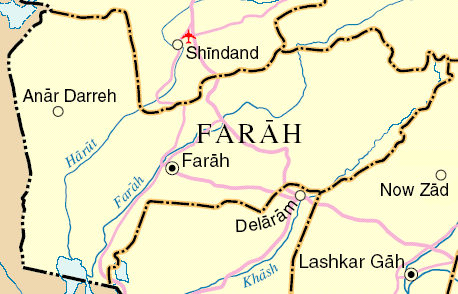
Mapa de Farah.

Los distritos de la provincia de Farah son:
- Anar Dara
- Bakwa
- Bala Buluk
- Farah
- Gulistán
- Khaki Safed
- Lash Wa Juwayn
- Pur Chaman
- Pusht Rod
- Shib Koh

- Datos: Q180330
- Multimedia: Farah Province / Q180330